# Phytometra luna
Phytometra luna là một loài bướm đêm trong họ Erebidae.